# Architekturpädagogik
Mit dem Begriff Architekturpädagogik werden pädagogische Konzepte bezeichnet, bei denen die Vermittlung von Architektur im Mittelpunkt steht.

## Methoden und Ziele
Das Ziel ist es, Architekturverständnis und Wahrnehmungskompetenzen zu schulen. Zielgruppen der Architekturpädagogik sind sowohl Kinder und Schüler (bei denen es vor allem auf eine altersgerechte Vermittlung ankommt) als auch Architekturstudenten. Außerdem beschäftigt sich die Architekturpädagogik mit Konzepten der Öffentlichkeitsarbeit in Bezug auf Vermittlung, Verständnis und Akzeptanz von Architektur als gemeinschaftlichem baukulturellen Wert, und umfasst auch Methoden der Architekturpolitik oder Gestaltung von Architekturmuseen.
Auch die Lehre von Architekten und deren Architekturtheorie wird als Architekturpädagogik bezeichnet, und auf dieser Basis funktioniert die Architekturpädagogik an Universitäten und Fachhochschulen. In der voruniversitären Bildung wird Architekturverständnis nur im Rahmen von Kunsterziehung und Geschichts- oder Geographieunterricht behandelt, und – vorrangig anwendungsorientiert – an HTLs für Bauberufe vermittelt.
In der Praxis in Deutschland ist Architekturpädagogik als Lehrtätigkeit wenig eigenständig, und nur ein Teilbereich der Kunstpädagogik, und wird in diesem Rahmen an den Hochschulen für Kunst gelehrt.